# 漫水河 (北江)
漫水河，位于中华人民共和国广东省中部，是北江右岸支流，发源于广宁县江屯镇的碰子顶，西南流至水月村转东南流，经广宁县江屯镇治、联和镇，四会市威整镇（此段也称威整河），清远市清新区三坑镇（此段也称三坑河），在三坑镇庆丰村转南流，经佛山市三水区南山镇，在大塘镇的埠街汇入北江。河长75千米，河道平均比降2.75‰，流域面积791平方千米。